# Soaking
Soaking (eng. Soaking Prayer) är en bönemetod, ett sätt att be, som spridit sig inom kristenheten. Metoden innebär att sitta eller ligga, och låta sig beröras av Gud. Bedjaren slappnar först av, fokuserar sedan genom att lyssna på lovsångsmusik, och ska sedan ta emot "ord" (ofta bibelord från minnet) eller "bilder" (på näthinnan) som ska ge större insikt om Guds kärlek.
Det finns musik som beskrivs som särskilt Soakingmusik.